# راملسباخ
راملسباخ (به آلمانی: Rammelsbach) یک شهر در آلمان است که در Altenglan واقع شده‌است. راملسباخ ۱٬۶۸۷ نفر جمعیت دارد.